# Heinrich Ludwig Albrecht Meyer
Heinrich Ludwig Albrecht Meyer, kurz auch Heinrich Meyer genannt (* 15. Juli 1901 in Jheringsfehn; † 7. Mai 1979 in Leer (Ostfriesland)), war ein evangelisch-lutherischer Geistlicher und ein führender ostfriesischer Nationalsozialist. Er gehörte zu den Mitbegründern der Niedersächsischen Arbeitsgemeinschaft evangelischer nationalsozialistischer Pfarrer und der Glaubensbewegung Deutsche Christen. In den frühen 1950er Jahren engagierte er sich als Propagandaredner und Kandidat rechtsextremer Parteien. 1957 wurde er Religionslehrer an einer Berufsschule in Herne. 1960 trat er wieder in das geistliche Amt ein, zunächst als Hilfsprediger und ab 1961 als Pfarrer der Evangelischen Kirche von Westfalen. 1969 ging er in den Ruhestand.

## Leben und Wirken
Heinrich Meyer entstammte einem evangelisch-lutherischen Pfarrhaus. Nach dem Besuch des Leeraner Ubbo-Emmius-Gymnasiums studierte er Evangelische Theologie an der Eberhard Karls Universität Tübingen, der Vereinigten Friedrichs-Universität Halle-Wittenberg und der Georg-August-Universität Göttingen.

### Komotau (Böhmen)
Seinem ersten theologischen Examen folgte ein achtzehnmonatiges Vikariat beim Gustav-Adolf-Werk, das er in der evangelischen Diaspora in und um Komotau (tschechisch: Chomutov) / Böhmen absolvierte. Die Mitglieder der von Meyer betreuten Gemeinden waren Sudetendeutsche. Über seine Tätigkeit sowie über die Lage der deutschsprachigen Evangelischen verfasste er einen ausführlichen Bericht, der 1930 in einer Schriftenreihe des Gustav-Adolf-Werkes veröffentlicht wurde. Sprache und Gedankengänge der „Bilder und Betrachtungen aus der böhmischen Diaspora“ verrieten bereits Meyers völkische und nationalistische Gesinnung sowie sein kirchenpolitisches Programm, das er nur wenig später mit der Bewegung Deutsche Christen durchzusetzen suchte. Danach habe die evangelische Christenheit vor allem nationale und völkische Aufgaben. Die böhmischen Diasporachristen hätten das begriffen; ihre Gemeinden seien gegründet und ihre Kirchen errichtet worden, weil sie es „satt“ gewesen seien, „ihre hohen Nationalgüter durch Volksfeinde verraten und verkauft zu sehen“.

### Aurich (Ostfriesland)
Am 7. Oktober 1927 trat Meyer als Hilfsgeistlicher der Auricher Lambertikirche in den Dienst der Evangelisch-lutherischen Landeskirche Hannovers. Zum 1. Dezember 1928 trat er der NSDAP bei (Mitgliedsnummer 109.485). Zum 1. Juni 1929 wurde er auf die dritte Pfarrstelle derselben Gemeinde berufen. Gleich zu Beginn seines Dienstes engagierte er sich für die nationalsozialistischen Ziele und initiierte gemeinsam mit gleichgesinnten Bürgern Aurichs die Gründung einer Ortsgruppe der NSDAP. Sein Einsatz in Aurich sowie sein Redetalent wurde auch in führenden Kreisen der Hitler-Bewegung bekannt. Man berief ihn zum ehrenamtlichen „Gau- und Reichsredner der NSDAP“. 1931 gründete Meyer die Arbeitsgemeinschaft nationalsozialistischer Pfarrer. Sie ging auf eine Initiative des NS-Lehrerbundes zurück, der 1929 als Punkt 7 seiner Zielsetzungen formuliert hatte: „Sammlung aller deutschgesinnten Geistlichen beider Konfessionen in einer Arbeitsgemeinschaft innerhalb des NS-Lehrerbundes unter der großen Überschrift: Erziehung unseres Volkes auf religiös-christlicher Grundlage […]“.
Meyers politisches Engagement für die nationalsozialistische Bewegung blieb nicht ohne Protest seitens der Kirchen- und Kommunalgemeinde. Mehrfach führten seine Äußerungen zu heftigen Auseinandersetzungen in der Leserbriefrubrik der Ostfriesischen Nachrichten. Der damalige Auricher Bürgermeister Karl Anklam (1863–1961), der von den Nazis 1934 seines Amtes enthoben wurde, schrieb im April 1932 an seinen Haselünner Kollegen: „Pastor Meyer ist fanatischer Anhänger der Hitler-Partei, dem selbst Christus erster Antisemit und Vertreter des Hakenkreuz-Gedankens ist. Er ist für gläubige Menschen, besonders die Jugend, gefährlich durch die unbedingte Verkündigung der Hitler-Lehre als christliche Offenbarung.“ Meyers Einfluss auf junge Menschen wurde auch dadurch begünstigt, dass er sich bei seinem Amtsantritt ausbedungen hatte, für die gesamte kirchliche Jugendarbeit in Aurich zuständig zu sein. Im Rahmen dieses Verantwortungsbereiches gründete er 1931 eine Ortsgruppe des Christlichen Vereins Junger Männer (CVJM). Viele junge Menschen fühlten sich von ihm angezogen und wurden in den späteren innerkirchlichen Auseinandersetzungen seine Gefolgsleute.
Im Juni 1932 kam es in Preußen zur Gründung der Glaubensbewegung Deutsche Christen (GDC) (später in Deutsche Christen (DC) umbenannt). Alsbald entwickelte sich aus den Anfängen eine reichsweite kirchenpolitischen Bewegung, deren Ziel es war, dem Nationalsozialismus einen stärkeren Einfluss auf die evangelischen Kirchen zu ermöglichen. Heinrich Meyer gehörte zu ihrem Gründerkreis, der hauptsächlich aus jungen Pastoren bestand. Seine öffentlichen Äußerungen gingen über die offiziellen Verlautbarungen der GDC hinaus. So schrieb er zum Beispiel 1932: „Für Juden ist kein Platz in Deutschland!“
Im Juni 1933 wurde durch das Kirchliche Amtsblatt der Evangelisch-lutherischen Landeskirche Hannovers mitgeteilt, dass mit Wirkung zum 29. Juni alle Kirchenvorstände, Kirchenkreistage und weitere gewählte oder berufene Mitgliedervertretungen der Landeskirche als aufgelöst gelten. Bis zu einer Neueinrichtung dieser Körperschaften wurden Bevollmächtigte mit den Leitungsaufgaben betraut. Für die Kirchenkreise Aurich, Emden und Norden war dies Heinrich Meyer. Zwei Monate später fanden Neuwahlen zu den Leitungsgremien der genannten Körperschaften statt. Mit Hilfe der NSDAP, die ihre Mitglieder aufforderte, sich in die Wählerlisten einzutragen, gelang es den Deutschen Christen an vielen Orten Ostfrieslands, in die Kirchenvorstände und Kirchenkreistage einzurücken und diese teilweise zu dominieren. Generalsuperintendent Schomerus wurde ebenso wie seine Amtskollegen in der Landeskirche Hannovers seines Amtes entbunden und in den Ruhestand versetzt. Am 26. September 1933 wurde Heinrich Meyer von den neuen Machthabern der Kirche zum kommissarischen Generalsuperintendenten berufen. Am 15. Februar 1934 erließ die Landeskirche Hannovers das „Kirchengesetz betreffend der Landespröbste“. Dieses Gesetz gliederte die Generalsuperintendentur Aurich in die neue Propstei Ostfriesland-Osnabrück mit Dienstsitz des Propstes in Aurich ein. Zum „Landespropst“ dieser neuen regionalen Kircheneinheit berief der DC-dominierte Kirchensenat Pastor Heinrich Meyer.
Allerdings hatte sich im Vorfeld dieser Berufung eine neue Gegenbewegung angekündigt. Der vom Kirchensenat am 15. Mai 1934 beschlossenen Eingliederung der Landeskirche Hannovers in die Deutsche Evangelische Kirche unter Führung des Reichsbischofs Ludwig Müller war die Zustimmung des hannöverschen Landesbischofs August Marahrens versagt worden. Dies führte zur förmlichen Gründung einer Bekenntnisgemeinschaft der Evangelisch-lutherischen Landeskirche Hannovers. Zu ihr stellten sich auch Pastoren, die anfänglich den Deutschen Christen angehörten oder zumindest mit ihnen sympathisiert hatten. Von 93 ostfriesischen Pastoren bekannten sich 69 zur Bekenntnisgemeinschaft und nur 18 zu den DC. Sechs Geistliche blieben unentschieden. Bis 1945 schrumpfte die Zahl der ostfriesischen DC-Pastoren auf weniger als zehn.
Ende Juni 1934 denunzierte Meyer in einem privaten Schreiben an den Gauleiter Carl Röver acht ostfriesische Pastoren, die der Bekenntnisgemeinschaft angehörten, und verlangte, dass sie „unschädlich gemacht werden“ müssten. Die Gauleitung und auch die anderen führenden Gremien der NSDAP reagierten nicht auf Meyers Einlassungen. Inzwischen hatte sich die NS-Führungsriege darauf verständigt, die Auseinandersetzungen zwischen DC und Bekenntnisgemeinschaft als interne kirchliche Angelegenheit zu betrachten. Dennoch gab Meyer seinen kirchenpolitischen Kampf nicht auf. Als das Oberlandesgericht Celle im März 1935 die Einsetzung der Landespröbste und andere Maßnahmen der Deutschen Christen innerhalb der hannöverschen Landeskirche für rechtsungültig erklärte, forderten die kirchlichen Behörden Heinrich Meyer auf, in sein kirchliches Amt zurückzukehren und die Dritte Pfarrstelle der Auricher Gemeinde wieder zu übernehmen.
Meyer lehnte ab und gründete stattdessen im August 1936 die Deutsch-christliche Gemeinde Aurich. Er legte ein eigenes Kirchenbuch an und ließ sich ein besonderes Dienstsiegel anfertigen. Damit war der Bruch vollzogen. Im Oktober 1936 erfolgte die Entlassung Meyers aus dem landeskirchlichen Dienst – eine Entscheidung, die nach dem Ende des Dritten Reiches durch ein Außerordentliches Kirchengericht bestätigt wurde. Neben der DC-Gemeinde in Aurich entstanden auch in Leer, Emden und Norden deutschchristliche Gemeinschaften, ebenfalls kleinere Gruppierungen in Moordorf, Victorbur, Collinghorst und Ardorf. Abgesehen von einigen Fällen, in den aufgrund staatlicher Verfügungen die Kirchengemeinden ihre Gotteshäuser für sogenannte Gottesfeiern den Deutschen Christen zur Verfügung stellen mussten, war den nationalkirchlichen Gemeinschaften unter Leitung Heinrich Meyers die Nutzung kirchlicher Räume verwehrt. Schulräume durften für die recht seltenen DC-Veranstaltungen genutzt werden. DC-Konfirmationen fanden zeitweise in der Aula des Gymnasiums Ulricianum statt. Körperschaftsrechtlich gehörten die genannten Gemeinden und Stützpunkte der Kirchenbewegung „Deutsche Christen“ (Nationalkirchliche Bewegung) e.V. an. Innerhalb dieses Zusammenschlusses waren die ostfriesischen DC-Gemeinden zunächst Mitglieder des Regionalverbandes Gaugemeinde Weser/Ems, später ab 1937 waren sie der Landesgemeinde Hannover zugeordnet. Meyer war Leiter sowohl der Gau- als auch der Landesgemeinde.
Nach Kriegsende verschwanden die unter Mitwirkung von Meyer gegründeten DC-Kreise; nur in Aurich und Norden konnten sich kleine Reste der ehemals starken Bewegung halten. Sie schlossen sich zunächst als Deutsche Christen Ostfriesland e.V. zusammen. Ab Sommer 1950 nannten sie sich Freichristliche Gemeinden Ostfriesland (im Bunde der Freunde christlicher Freiheit). Die in der Nazizeit angelegten DC-Kirchenbücher wurden beibehalten. In den 1960er erfolgte eine weitere Umbenennung in Volkskirchenbewegung freier Christen. Vom Trägerverein heißt es am 10. Juni 1980: „Infolge Wegfalls sämtlicher Mitglieder gilt der Verein als aufgelöst.“

### Nachkriegszeit
Die kirchlichen Behörden hielten auch nach 1945 an Heinrich Meyers Entfernung aus dem kirchlichen Dienst fest. Seine Einsprüche wurden zurückgewiesen. Im Zusammenhang der Entnazifizierung wurde er in die Belastungskategorie III („Minderbelastete“) eingestuft. 1951 trat Meyer der rechtsextremen Sozialistischen Reichspartei (SRP) bei, trat für sie als Redner auf und war ihr Kandidat für den Rat der Stadt Leer. Er erhielt allerdings nicht genügend Stimmen. Nach dem Verbot der SRP im Oktober 1952 engagierte er sich für die ebenfalls rechtsradikale Deutsche Reichspartei (DRP) und kandidierte für sie im Wahlkreis Leer-Wittmund erfolglos bei der Bundestagswahl 1953.

### Herne, Vreden, Gemen
Im Gegensatz zur Hannöverschen Landeskirche stimmte die Evangelische Kirche von Westfalen einer Wiedereinstellung Heinrich Meyers zu. Zunächst wurde er ab 15. Juli 1957 auf die Stelle eines Religionslehrers an der Herner Berufsschule gesetzt. Drei Jahre später gelang es ihm, eine Hilfspredigerstelle in Vreden zu übernehmen, die er am 1. Juni 1960 antrat. 1961 wechselte er als Hilfsprediger an die evangelische Kirchengemeinde Gemen und wurde nur einen Monat später deren Pfarrer. Die Gemeinde Gemen-Oeding bereitete ihrem neuen Seelsorger, dem 28. Pfarrer der Gemener Pfarrkirche, „einen herzlichen Empfang“. Die gottesdienstliche Amtseinführung übernahm Superintendent Brune. Gemeinsam mit Oberkirchenrat Otto Schmitz weihte er 1964 das damals neu errichtete Gemeindezentrum ein.
Heinrich Meyer verbrachte seinen Ruhestand ab 1969 in Emden. Sein Nachfolger in Gemen wurde Friedrich-Wilhelm Kümper. Ein Nachlass Meyers existiert nicht, da er alle Dokumente kurz vor seinem Tod vernichten ließ.

## Veröffentlichungen (Auswahl)
- Evangelisches Christentum im Grenzlande. Bilder und Betrachtungen aus der böhmischen Diaspora. Heft 10 der Schriftenreihe „Allermeist an des Glaubens Genossen.“ Aus der Arbeit und für die Arbeit des Gustav-Adolf-Vereins. Sächsische Verlagsgesellschaft, Leipzig 1930.
- Wie stellst Du Dich, deutscher Christ, zum Nationalsozialismus? Heft 1 der Schriftenreihe der Arbeitsgemeinschaft nationalsozialistischer evangelischer Geistlicher. Leipzig 1932.
- Für Klarheit, Recht und Wahrheit! Wie ein sterbendes Kirchensystem einen nationalsozialistischen Vorkämpfer behandelt. Ein Beitrag zur Beleuchtung der „allerchristlichsten Methoden“ der sogenannten „Bekenner“. Aurich 1936.
- Von dem Entscheidungskampfe Deutscher Frömmigkeit gegen artfremdes Kirchentum im Lande der Niedersachsen und Friesen. Weimar 1937.